# Fadhel Jaïbi
Fadhel Jaïbi (àrab: الفاضل الجعايبي, al-Fāḍil al-Jʿāybī), nascut el 10 de desembre de 1945 a Ariana, és un director de cinema tunisià. És una figura del teatre àrab contemporani.

## Biografia
Després dels seus estudis de teatre a França entre 1967 i 1972, va exercir com a director del Conservatori Nacional d'Art Dramàtic des de 1974 fins a 1978 i va fundar amb Jalila Baccar, Fadhel Jaziri i Habib Masrouki la primera companyia privada tunisiana, el Nouveau Théâtre, el 1976 i la companyia Familia Productions el 1993.
Membre de l'Acadèmia Tunisiana de Ciències, Lletres i Arts, el 8 de juliol de 2014 va ser posat al capdavant del Teatre Nacional de Tunísia. Té al seu crèdit més de vint obres de teatre, incloses Corps otages, i quatre pel·lícules, inclosa Junun.
Autor de diversos guions i director de diversos cursos de formació a Tunis i a l'estranger, descriu el seu teatre com elit per a tots.
El 2002, va ser convidat pel Festival d'Avinyó com el primer creador àrab en 56 anys del festival. Al setembre, va ser convidat al Festspiele de Berlín on va crear l'obra Araberlin amb actors alemanys després de l’ 11 de setembre de 2001. El 2013 va crear Tsunami, que qüestiona el desencadenament de les angoixes que travessen la societat tunisiana postrevolucionària. El 2014 va patrocinar la 76a promoció de l'Escola Nacional d'Arts i Tècniques Teatrals de Lió. El 2015va crear Violence(s), la primera part d'una trilogia que fa una mirada crítica a les falses esperances despertades per la revolució tunisiana. El 2017, va crear Peur(s), la segona part de la trilogia, on fa una mirada intransigent al que va passar amb les esperances dels tunisians després dels esdeveniments polítics de 2011 i va rebre una menció especial del Premi Europa de Teatre, a Roma.

## Distincions
- 1988: Tanit de bronze del Festival de Cinema de Cartago[12]
- 2008: Premi a la comunicació intercultural del Festival Vues d'Afrique de Montreal[13]
- 2009: Cavaller de l'Orde de les Arts i les Lletres (França)[14]
- 2017: Guanyador del Premi Europa de Teatre - Menció especial[15][16]

## Obres

### Teatre
- 1976: La Noce, segons El casament dels petits burgesos de Bertolt Brecht (creació col·lectiva del Nouveau Théâtre de Tunis)
- 1987: Arab (codirigida amb Fadhel Jaziri)
- 1993: Familia (autor i escenografia)
- 1993: Black out, inspirada en Twelve Angry Men de Reginald Rose (autor i escenografia)
- 1995: Les amoureux du café désert (autor i escenografia)
- 1998: Grand ménage (autor i escenografia)
- 2001: Junun (escenografia)
- 2002: Araberlin (escenografia)
- 2006: Corps otages (escenografia)
- 2010: Yahia Yaïch o Amnesia (escenografia, dramaturg i autor)[17]
- 2010: Medea (autor i escenografia)
- 2013: Tsunami (escenografia)[18]
- 2015: Violence(s)[19]
- 2017: Peur(s)[20]

### Cinema
- 1978: La Noce (creació col·lectiva del Nouveau Théâtre de Tunis)
- 1988: Arab (coguionista i codirector amb Fadhel Jaziri)
- 1992: Poussière de diamants (coguionista i codirector amb Mahmoud Ben Mahmoud)
- 2005: Junun (director)

## Filmografia
- Fadhel Jaïbi, un théâtre en liberté, documental de Mahmoud Ben Mahmoud, Alif Productions, Paris, 2003.